# 西川潤
西川 潤（にしかわ じゅん、1936年9月22日 - 2018年10月2日）は、日本の経済学者。早稲田大学名誉教授。専門は、国際経済学、開発経済学。学位は、博士（学術）（早稲田大学・2003年）（学位論文「人間のための経済学 : 開発と貧困を考える」）。
台北生まれ。父は作家の西川満。
1970年代には、アンドレ・グンダー・フランクやサミール・アミンに代表される「従属理論」の日本における主唱者として知られた。

## 人物
1971年に「北朝鮮の経済的・社会的発展は人類歴史上類を見ないひとつの奇跡」と『世界』に執筆した。また、在日朝鮮人の帰還事業に対して「日本で失業状態にあった帰国者たちは本当に極楽浄土に安着したと言える」という北朝鮮訪問記も『世界』に執筆した。韓相一（国民大学校政治外交学科教授）は「金日成をまるで神さまであるかのようにおだて、朴正煕は狂人や獣のように扱った」と批判している。
2010年6月23日、教え子である松島泰勝龍谷大学教授が発表した「琉球自治共和国連邦独立宣言」に賛同の意を表明した。松島は後に、琉球民族独立総合研究学会を設立している。

## 略歴

### 学歴
- 1954年 早稲田大学高等学院卒業[1]
- 1959年 早稲田大学第一政治経済学部卒業[1]
- 1961年 早稲田大学大学院経済学研究科修士課程修了[1]
- 1966年 パリ大学高等学術研究院修了
- 1968年 早稲田大学大学院経済学研究科博士後期課程退学

### 職歴
- 1968年4月 早稲田大学政治経済学部助手[1]
- 1970年4月 早稲田大学政治経済学部講師[1]
- 1972年4月 早稲田大学政治経済学部助教授[1]
- 1978年4月 早稲田大学政治経済学部教授[1]
- 1994年11月 早稲田大学理事（1998年10月まで）
- 2007年3月 早稲田大学定年退職[1]、早稲田大学名誉教授

#### 兼職
- メキシコ大学院大学（エル・コレヒオ・デ・メヒコ）客員教授（1976年8月から1977年3月まで）
- 国連訓練調査研修所（UNITAR）特別研究員（1981年4月から1983年3月まで）

## 著書

### 単著
- 『資源ナショナリズム――先進国論理の崩壊』（ダイヤモンド社, 1974年）
- 『飢えの構造――近代と非ヨーロッパ世界』（ダイヤモンド社, 1974年）
- 『第三世界の歩み』（中央公論社［中公新書］, 1976年）
- 『経済発展の理論』（日本評論社, 1976年）
- 『多国籍企業と第三世界』（毎日新聞社, 1976年）
- 『第三世界の構造と動態』（中央公論社, 1977年）
- 『不確定時代の選択――80年代の世界秩序を求めて』（ダイヤモンド社, 1978年）
- 『80年代・予兆と底流』（ダイヤモンド社, 1979年）
- 『崩壊する「支配と従属」』（ダイヤモンド社, 1979年）
- 『平和と「もうひとつの発展」』（ダイヤモンド社, 1980年）
- 『南北問題――世界経済を動かすもの』（日本放送出版協会, 1980年）
- 『人口――21世紀の地球』（岩波書店［岩波ブックレット］, 1983年）
- 『食糧――21世紀の地球』（岩波書店［岩波ブックレット］, 1983年）
- 『貧困』（岩波書店［岩波ブックレット］, 1983年／新版, 1994年）
- 『第三世界と平和』（早稲田大学出版部, 1987年）
- 『世界経済入門』（岩波書店［岩波新書］, 1988年／第2版, 1991年／第3版, 2004年）
- 『世界経済診断』（岩波書店［岩波ブックレット］, 2000年）
- 『人間のための経済学――開発と貧困を考える』（岩波書店, 2000年）
- 『データブック貧困』（岩波書店［岩波ブックレット］, 2008年）
- 『データブック人口』（岩波書店［岩波ブックレット］, 2008年）
- 『データブック食料』（岩波書店［岩波ブックレット］, 2008年）
- 『グローバル化を超えて 脱成長期日本の選択』（日本経済新聞出版社, 2011年）
- 『新・世界経済入門』（岩波書店[岩波新書], 2014年）
- 『2030年未来への選択』（日本経済新聞出版社, 2018年）

### 共著
- （村井吉敬）『越境民主主義時代の開発と人権』（明石書店, 1995年）

### 編著
- 『開放中国国際化のゆくえ――黄渤海経済圏と日本』（有信堂高文社, 1995年）
- 『社会開発――経済成長から人間中心型発展へ』（有斐閣, 1997年）
- 『アジアの内発的発展』（藤原書店, 2001年）
- 『グローバル化時代の外国人・少数者の人権――日本をどうひらくか』（明石書店, 2005年）

### 共編著
- （川田侃）『太平洋地域協力の展望』（早稲田大学出版部, 1981年）
- （森田桐郎）『いま世界政治経済が面白い――激動する世界情勢を読む事典』（有斐閣, 1990年）
- （日本ネグロス・キャンペーン委員会）『援助と自立――ネグロス島の経験から』（同文舘出版, 1991年）
- （野田真里）『仏教・開発・NGO――タイ開発僧に学ぶ共生の智慧』（新評論, 2001年）
- （佐藤幸男）『NPO/NGOと国際協力』（ミネルヴァ書房, 2002年）
- （高橋基樹・山下彰一）『シリーズ国際開発(5)国際開発とグローバリゼーション』（日本評論社, 2006年）
- （蔡艶芝・潘季）『中国の西部開発と持続可能な発展――開発と環境保全の両立をめざして』（同友館, 2006年）
- （八木尚志・清水知巳）『社会科学を再構築する――地域平和と内発的発展』（明石書店, 2007年）
- （蕭新煌）『東アジアの市民社会と民主化――日本、台湾、韓国にみる』（明石書店, 2007年）
- （生活経済政策研究所）『連帯経済――グローバリゼーションへの対案』（明石書店, 2007年）
- （平野健一郎）『東アジア共同体の構築(3)国際移動と社会変容』（岩波書店, 2007年）
- （蕭新煌）『東アジアの社会運動と民主化』（明石書店, 2007年）
- （蕭新煌）『東アジア新時代の日本と台湾』 （明石書店, 2010年）
- （松島泰勝・本浜秀彦）『島嶼沖縄の内発的発展 経済・社会・文化』（藤原書店, 2010年）
- （下村恭民・高橋基樹・野田真里）『開発を問い直す：転換する世界と日本の国際協力』（日本評論社, 2011年）
- Economic and policy lessons from Japan to developing countries, co-edited with Toshihisa Toyoda and Hiroshi Kan Sato, (Palgrave Macmillan, 2012)
- （大林稔・阪本公美子）『新生アフリカの内発的発展：住民自立と支援』（昭和堂, 2014年）

### 訳書
- アラン・トゥレーヌ『現代の社会闘争――五月革命の社会学的展望』（日本評論社, 1970年）
- アラン・トゥレーヌ『脱工業化の社会』（河出書房新社, 1970年）
- エルネスト・マンデル『現代マルクス経済学』（東洋経済新報社, 1972年）
- A・フェール, J-P・スボール『80年代不均衡の世界』（河出書房新社, 1975年）
- アンドレ・G・フランク『世界資本主義とラテンアメリカ――ルンペン・ブルジョワジーとルンペン的発展』（岩波書店, 1978年）
- サミール・アミン『不均等発展――周辺資本主義の社会構成体に関する試論』（東洋経済新報社, 1983年）
- J・ロビンソン『開発と低開発――ポスト・ケインズ派の視角』（岩波書店, 1986年）
- スーザン・ストレンジ『国際政治経済学入門――国家と市場』（東洋経済新報社, 1994年）
- 世界銀行『経済開発とエイズ』（東洋経済新報社, 1999年）
- デビッド・C・コーテン『ポスト大企業の世界――貨幣中心の市場経済から人間中心の社会へ』（シュプリンガ－・フェアラーク東京, 2000年）
- マルク・アンベール編『共生主義宣言：経済成長なき時代をどう生きるか』（コモンズ, 2017年）